# Сухата кумица
„Сухата кумица“ (на италиански: „La commare secca“) е дебютният филм на Бернардо Бертолучи от 1962 година с участието на Мариза Солинас и Джанкарло Де Роса, по идея на Бертолучи, Серджо Чити и Пиер Паоло Пазолини.

## В ролите
| Изпълнител         | Роля               |
| ------------------ | ------------------ |
| Мариза Солинас     | Бруна              |
| Габриела Джорджели | Есперия            |
| Сантина Лизио      | майката на Есперия |
| Карлота Барили     | Серенела           |
| Лоренца Бенедети   | Мили               |
| Джанкарло Де Роса  | Нино               |
| Алън Миджит        | Теодоро-войника    |